# Park w Pokoju
Park w Pokoju – park zlokalizowany w gminie Pokój, jeden z największych w województwie opolskim. Jego historia sięga II połowy XVIII w. Składa się z trzech części: parku francuskiego, parku krajobrazowego z XIX w i parku angielskiego w Winnej Górze. Z nieistniejącego pałacu na dzisiejszym rondzie przechodziło się do ogrodu francuskiego, a dalej do parku angielskiego. Park francuski ma ok. 40 ha, jednak całe założenie ogrodowe ma ponad 193 ha.

## Historia
Ogród francuski to teren o charakterze barokowym charakteryzujący się symetrią, formami geometrycznymi, bogactwem szpalerów, żywopłotów, gazonów kwiatowych, rzeźb i urządzeń wodnych. W Pokoju ogród francuski obejmował teren od pałacu do salonu wodnego tzw. ruiny. Był on podzielony na 4 części. W części pierwszej znajdowały się alejki i rabaty kwiatowe z rzeźbami, pomnikami lub popiersiami. U wejścia do parku umieszczono kilka głazów narzutowych z pamiątkowymi tablicami. W części drugiej były dwa baseny z wodą połączone z główną aleją mostami. W trzeciej części dominowały alejki wysadzane żywopłotami, huśtawka, mała strzelnica, karuzela i amfiteatr. W czwartej części ogrodu na początku był staw z tzw. salonem herbacianym (lub wodnym). Budowla ta przez wadliwe wykonanie wkrótce po wybudowaniu się zawaliła. Po tym wydarzeniu usunięto most łączący wyspę z aleją i pozostała ona do dziś jako tzw. „ruina”.
Tuż za ogrodem francuskim powstał w latach 1780-90 park angielski. W Pokoju miał charakter nastrojowo-sentymentalny z licznymi obiektami małej architektury parkowej jak: ruiny, obeliski, zamki, świątynie, popiersia, pawilony, altanki. Obejmował on teren od salonu wodnego tzw. ruiny do jeziora Wilhelminy (obecnie teren stawów hodowlanych Państwowego Gospodarstwa Rybackiego w Krogulnej). Park angielski w Pokoju podzielono na park mały i duży. Tuż za salonem wodnym rozciągał się tzw. park mały. Dróżki i alejki były rozmieszczone asymetrycznie. Powstały tu większe grupy zadrzewień i polanki, na których wybudowano różne formy małej architektury parkowej. Kilkadziesiąt lat później w 1863 roku umieszczono tuż za „ruiną” żeliwny odlew śpiącego lwa autorstwa Theodora Kalidego na marmurowym cokole. Pomnik lwa został postawiony w parku na cześć księcia Eugeniusza, właściciela Pokoju, w dowód uznania jego zasług dla tej miejscowości. Nieco dalej w 1874 roku wzniesiono pomnik Germanii po zwycięskiej wojnie francusko-pruskiej. Nieopodal usytuowano pomnik księcia Eugeniusza Erdmanna w 1886 roku, a u wejścia do parku od strony ul. Opolskiej popiersie księcia Wilhelma. Na stoku jednego z pagórków wybudowano winnicę, dom winoogrodnika z tłocznią win. W tej części parku istniało szereg budowli np. zamek szwedzki, zamek na Winnej Górze, rotunda, Dom Strzelca, latarnia, przystań, strzelnica, ptaszarnia, świątynie i pomniki. Park angielski zamykał powstały w 1776 roku zamek szwedzki, który spalił się w czasie burzy od uderzenia pioruna w 1912 r. W 1780 r. powstał na Winnej Górze kolejny zamek, który w latach 20. XX wieku przekształcono na cukiernię. Innym ciekawym miejscem była rotunda otoczona wysokim murem zbudowanym z kawałków rudy i prowadzący do niej tunel. Obiekty te wybudowano dla Heleny – drugiej żony księcia Eugeniusza Erdmanna. Na środku rotundy stała rzeźba autorstwa M. Steina przedstawiająca króla Fryderyka II w kapeluszu i z laską. W murze znajdowało się 5 nisz z figurami 5 generałów. Rzeźba jest obecnie uszkodzona, ale przetrwała do dziś będąc obok pomnika dłuta Johanna Gottfrida Schadowa ze zbiorów Muzeum Narodowego w Szczecinie, jedyną w Polsce przedstawiającą tego władcę. Niedaleko, na wyspie usytuowanej na stawie Matyldy wybudowano w 1826 roku kopulastą świątynię autorstwa Leysera, która do dzisiaj nosi nazwę Świątynia Matyldy na cześć pierwszej żony księcia Eugeniusza Erdmanna, która zmarła w wieku 25 lat, tuż po porodzie. W pobliżu pomnika Fryderyka Wielkiego w 1840 r. książę Eugeniusz kazał wybudować strzelnicę dla działającego bractwa kurkowego oraz krytą halę strzelecką z wieloma stanowiskami strzeleckimi.

## Ścieżka edukacyjna

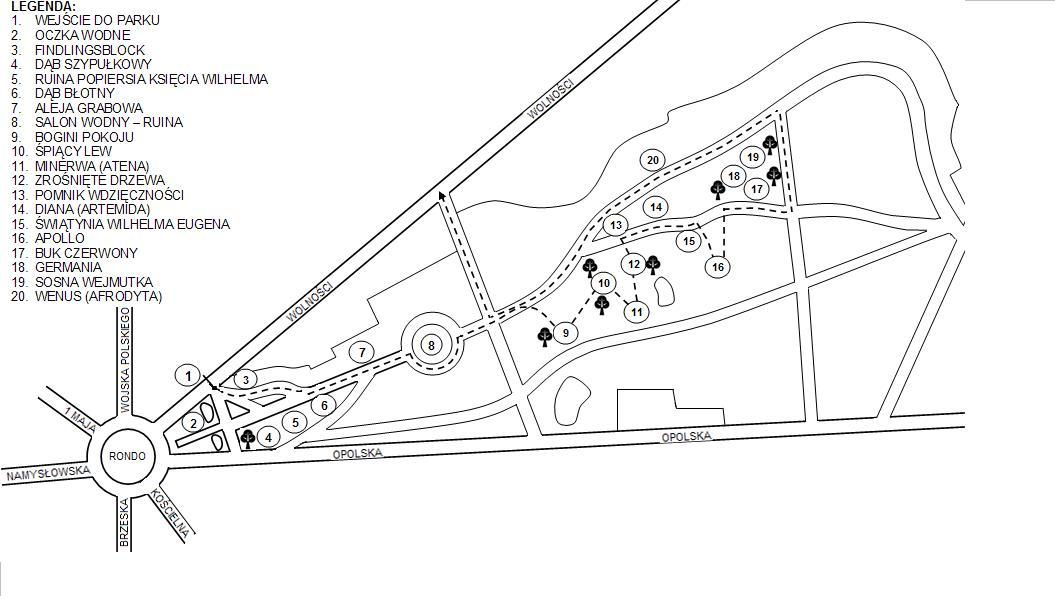
Plan ścieżki edukacyjnej

O ile po pałacu w Pokoju nie ma już śladu, o tyle park istnieje. Wytyczono po nim ścieżkę edukacyjną.
1. Wejście do parku od ul. Wolności.
2. Oczka wodne.
Po prawej stronie można zobaczyć dwie symetrycznie rozmieszczone sadzawki, wypełnione wodą, z maleńkimi wysepkami pośrodku. Są to pozostałości po ogrodzie francuskim, który obecnie jest zarośnięty i zniszczony. Jego alejki straciły swój kształt.
3. Findlingsblock.

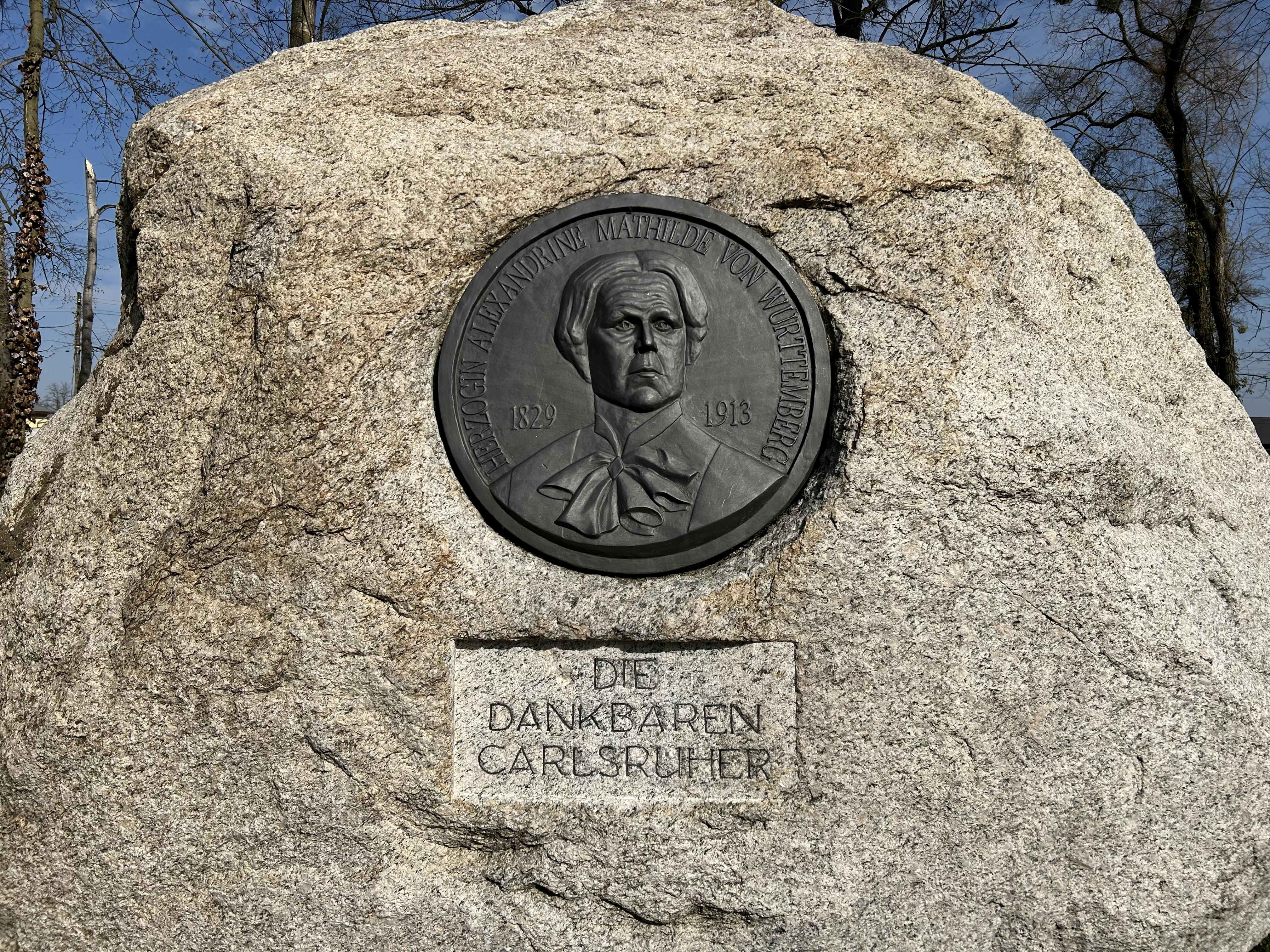
Pomnik księżnej Aleksandry Matyldy von Württemberg

Na lewo wśród zarośli znajduje się olbrzymi granitowy głaz narzutowy "Findlingsblock". Został on postawiony w obecnym miejscu w 1915 roku w 100. rocznicę urodzin księżnej Aleksandry Matyldy. W 1927 roku została na nim umieszczona stalowa płaskorzeźba przedstawiająca popiersie księżnej Aleksandry Matyldy, żony księcia Eugena Erdmanna oraz napis "Die Dankbaren Carlsruher" (Wdzięczni Pokojanie). Wdzięczność Pokojan wzięła się stąd, iż około roku 1850 panowała w okolicy duża bieda i bezrobocie. Książę Eugen Erdmann wraz z małżonką dał tutejszej ludności pracę przy tworzeniu stawów i sztucznych gór.
4. Dąb szypułkowy.
Dalej po prawej stronie możemy zobaczyć pokaźny dąb szypułkowy. Jego obwód wynosi ok. 435 cm. Dąb ten ma szeroką, rozłożystą koronę.
5. Ruina popiersia księcia Wilhelma.
Za dębem w zaroślach widoczny jest pomnik, który składał się z postumentu i popiersia księcia Wilhelma. Był on właścicielem Pokoju w latach 1877-1896. Dziś widoczny jest tylko przewrócony postument.
6. Dąb błotny.
Na początku alei grabowej po prawej stronie rośnie dąb błotny o obwodzie 190 cm.
7. Aleja grabowa.
Wzdłuż alei można zaobserwować szpalery złożone z grabu pospolitego. Wiosną w tym rejonie ściółka leśna jest pokryta kobiercami zawilców gajowych.
8. Salon wodny – ruina.

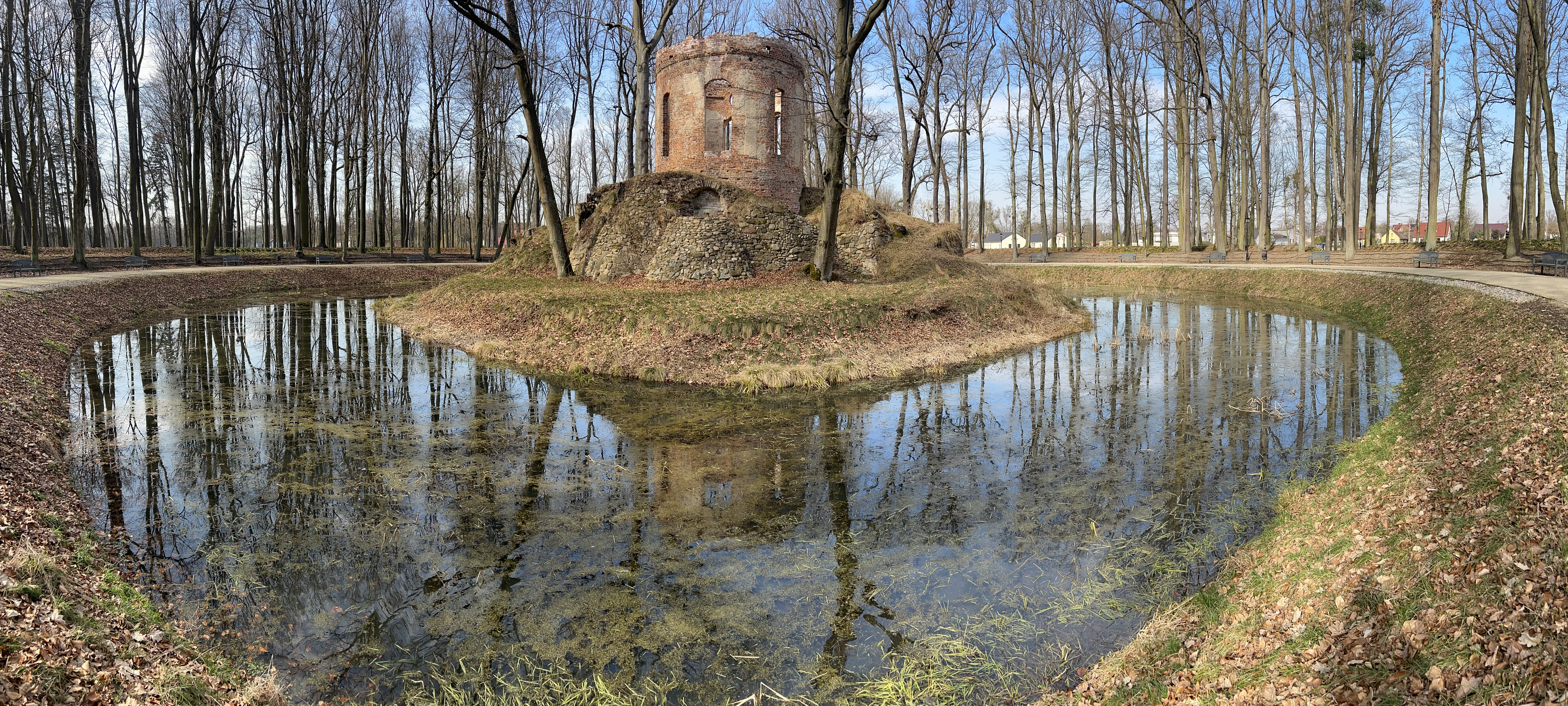
Salon wodny po renowacji

Jest otoczony fosą wypełnioną wodą. Jest to salon wodny, zwany też herbaciarnią, który został wadliwie skonstruowany i wkrótce po wybudowaniu zawalił się. Zaraz po tym zdarzeniu usunięto dwa mosty i salon pozostał ruiną otoczoną wodą. Była to masywna konstrukcja budowlana, której podbudowa podzielona była na cztery pomieszczenia. Trzy służyły tamtejszemu pracownikowi, a w jednym znajdowała się pompa i zbiornik na wodę. Okrągła nadbudowa zakończona była przełamanym dachem stożkowym. Salon posiadał fontanny w formie płaskich, żeliwnych muszli. Woda tryskała z pysków delfinów oraz kolorowych kaczek.
9. Bogini pokoju.
Po minięciu alejkę łączącą ulicę Opolską po około 30 m odnaleźć można posąg kobiety bez głowy i rąk. Są to pozostałości po pomniku wykonanym w 1791 r. przez rzeźbiarza z Berlina o nazwisku Meltzer. Na postumencie stało popiersie króla Fryderyka Wilhelma II wykonane z białego marmuru. Obok bogini pokoju wznosiła nad jego głową wieniec laurowy. Gipsowy model tego pomnika był wystawiony w 1795 r. w Berlinie pod tytułem "Pokój wieńczy głowę Fryderyka Wilhelma II". Na postumencie z boku można odczytać napis "Verfertiget von Meltzer zu Berlin 1791".
10. Śpiący lew.
Został on wykonany przez Theodora Kalidego. Śpiący lew to symbol pokoju, który zapanował w Europie po zwycięstwie nad Napoleonem oraz symbol pamięci po poległych. W Pokoju został postawiony na cześć księcia Eugeniusza zwycięzcy w bitwie pod Kulm. Książę był uzdolniony muzycznie. Za jego panowania nastąpił okres rozkwitu teatru i opery w Pokoju. Był autorem symfonii, uwertur, pieśni i dwóch oper. Był animatorem i mecenasem życia muzycznego. W 1847 r. utworzył tu uzdrowisko. W armii rosyjskiej dosłużył się stopnia generała. Wychował się u swego wuja cara Rosji Pawła I w Petersburgu.
11. Minerwa (Atena).
Dalej w kierunku południowo-zachodnim znajduje się posąg rzymskiej bogini Minerwy. Bogini wspiera się na tarczy, na której jest umieszczona głowa Meduzy. Pomnik pochodzi z 1780 r.
12. Zrośnięte drzewa.
Od pomnika na południowym zachodzie  za "śpiącym lwem" rosną "zrośnięte drzewa". Są to: buk zwyczajny, lipa szerokolistna oraz grab pospolity.
13. Pomnik wdzięczności.
Na rozdrożu alejek stoi pomnik wdzięczności. Jest to budowla w formie strzelistej, neogotyckiej wieżyczki poświęcona księciu Eugeniuszowi Erdmannowi panującemu w latach 1857-1875. Jest dobrze zachowany (brak strzelistej iglicy na szczycie).
14. Diana (Artemida).
Prawą alejką można dojść do posągu rzymskiej bogini Diany. Była boginią łowów, światła księżycowego oraz opiekunką zwierząt i przyrody. Diana przedstawiona na pomniku trzyma prawą nogę wspartą na głowie psa, na plecach ma kołczan. Pomnik pochodzi z 1790 r.
15. Świątynia Wilhelma Eugena.

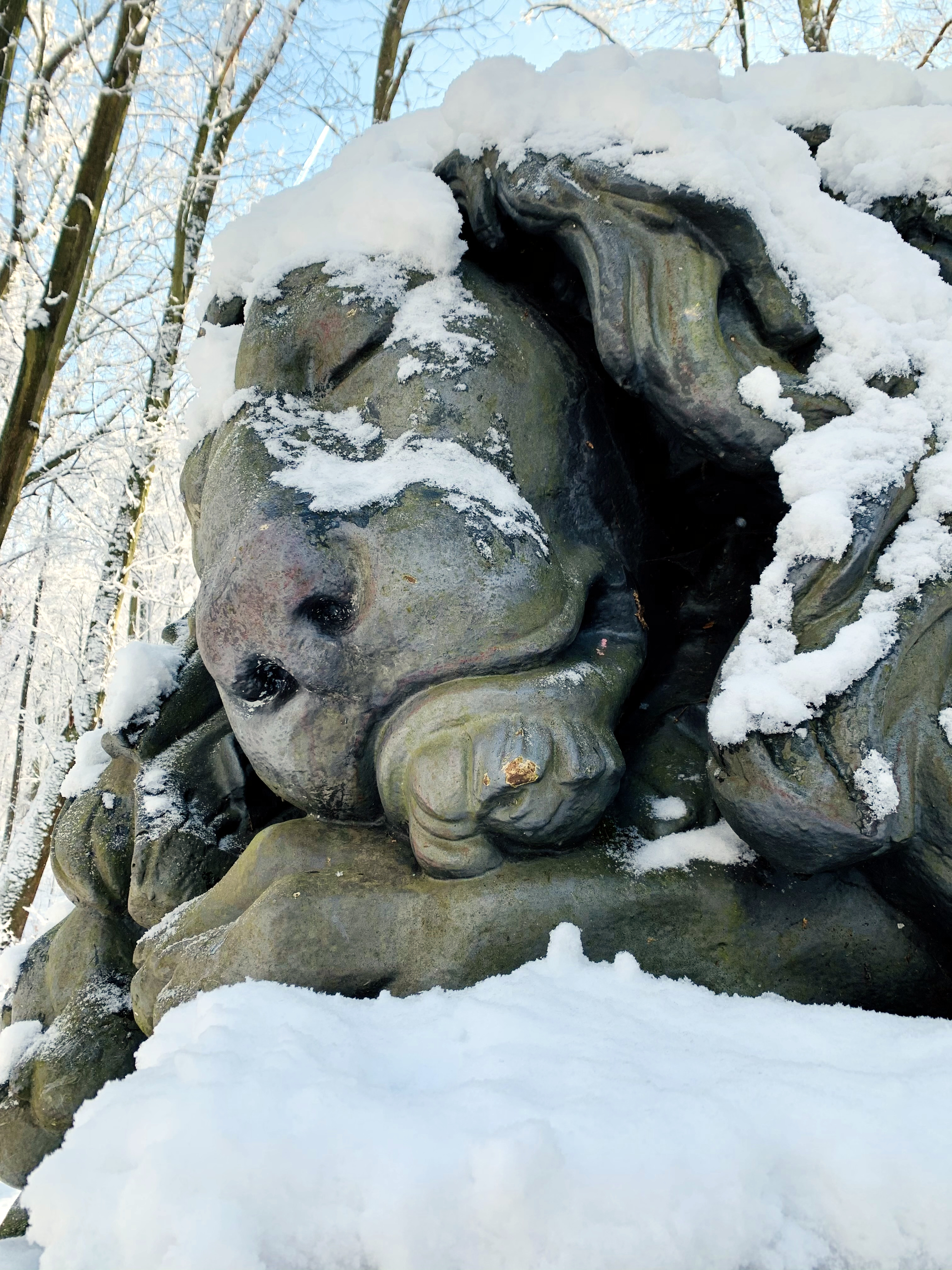
Śpiący lew

Idąc dalej, po prawej stronie można zauważyć resztki pomnika poświęconego księciu Wilhelmowi. Była to świątynia wsparta na sześciu kolumnach przykryta okrągłym dachem.
16. Apollo.
Kierując się wzdłuż alejki na północny wschód, po przejściu 140 m skręcając w prawo w gęste zarośla i krzewy rododendronów dochodzi się do pomnika Apolla. Przedstawiony jest jako piękny młodzieniec wsparty na lirze, która jest jego atrybutem.
17. Buk czerwony.
Wracając na ścieżkę skręcając w lewo natrafia się na rosnący duży okaz buka zwyczajnego o czerwonych liściach. Ma on w obwodzie 340 cm.
18. Germania.
Pomnik zwany Germanią znajduje się ukryty wśród stuletnich różowych rododendronów. W chwili obecnej po rzeźbie Germanii pozostały jedyne cokół i fundamenty. Rzeźba ta przedstawiała boginię z koroną na głowie, która w prawej wyciągniętej ku górze dłoni trzymała wieniec laurowy, zaś w lewej dzidę. W 1908 roku statua została zdjęta z kolumny i postawiona na mniejszym, 1,5-metrowym cokole w części francuskiej parku, natomiast na jej miejscu zamontowano orła pruskiego na kilkumetrowej kolumnie. Po wojnie rzeźba orła i kolumna zaginęły.
19. Sosna wejmutka.
Kolejny przystanek to sosna wejmutka rosnąca w parku w Pokoju od ok. 200 lat. Sosna ta ma gęstą koronę z odstającymi gałęziami. Okaz liczy ok. 500 cm w obwodzie i ma ok. 20 m wysokości. Należy dodać, iż okaz tej wejmutki jest najstarszy i najgrubszy w Polsce. Jest ona pomnikiem przyrody od roku 2001. Niestety, jest nieogrodzona i nieoznakowana.
20. Wenus (Afrodyta).
Po przejściu ok. 200 m alejką spacerową z prawej strony stoi posąg rzymskiej bogini Wenus. U stóp rzeźby znajduje się para całujących się gołąbków. Statua pochodzi z 1780

## Szata roślinna
Na uwagę zasługują ciekawe rośliny zielne, krzewy i drzewa parkowe. Wczesną wiosną dno parku pokrywa się białymi kobiercami zawilca gajowego. W parku obejrzeć można stare i zachowane w dobrym stanie zdrowotnym rododendrony, nie ustępujące wielkością i pięknem słynnym rododendronom w Mosznej. Występują liczne okazy drzew porośnięte bluszczem, który w Pokoju znalazł sobie szczególnie dobre warunki rozwoju. Twórcy parku francuskiego zasadzili tu szereg drzew rzadko spotykanych, które przetrwały do dzisiaj. Możemy tu spotkać i podziwiać m.in.: tulipanowca, platana klonolistnego, kasztan jadalny i klon pensylwański.

## Rewitalizacja
W ramach rewitalizacji parku uporządkowane zostaną drzewa, a 11 z nich objętych zostanie ochroną pomnikową. Zbudowane zostaną ścieżki przyrodnicze i utworzony będzie na terenie parku nowy staw. Posłuży on do rozwoju wrotków i niewielkich skorupiaków. Obok parku, gdzie w ramach remontu zbudowana zostanie również mała architektura, zbudowany zostanie parking z 36 miejscami postojowymi, w tym z 4 stanowiskami dla niepełnosprawnych. Większość środków pochodzi z funduszy europejskich na ochronę bioróżnorodności. Prace mają się zakończyć w 2023

## Galeria

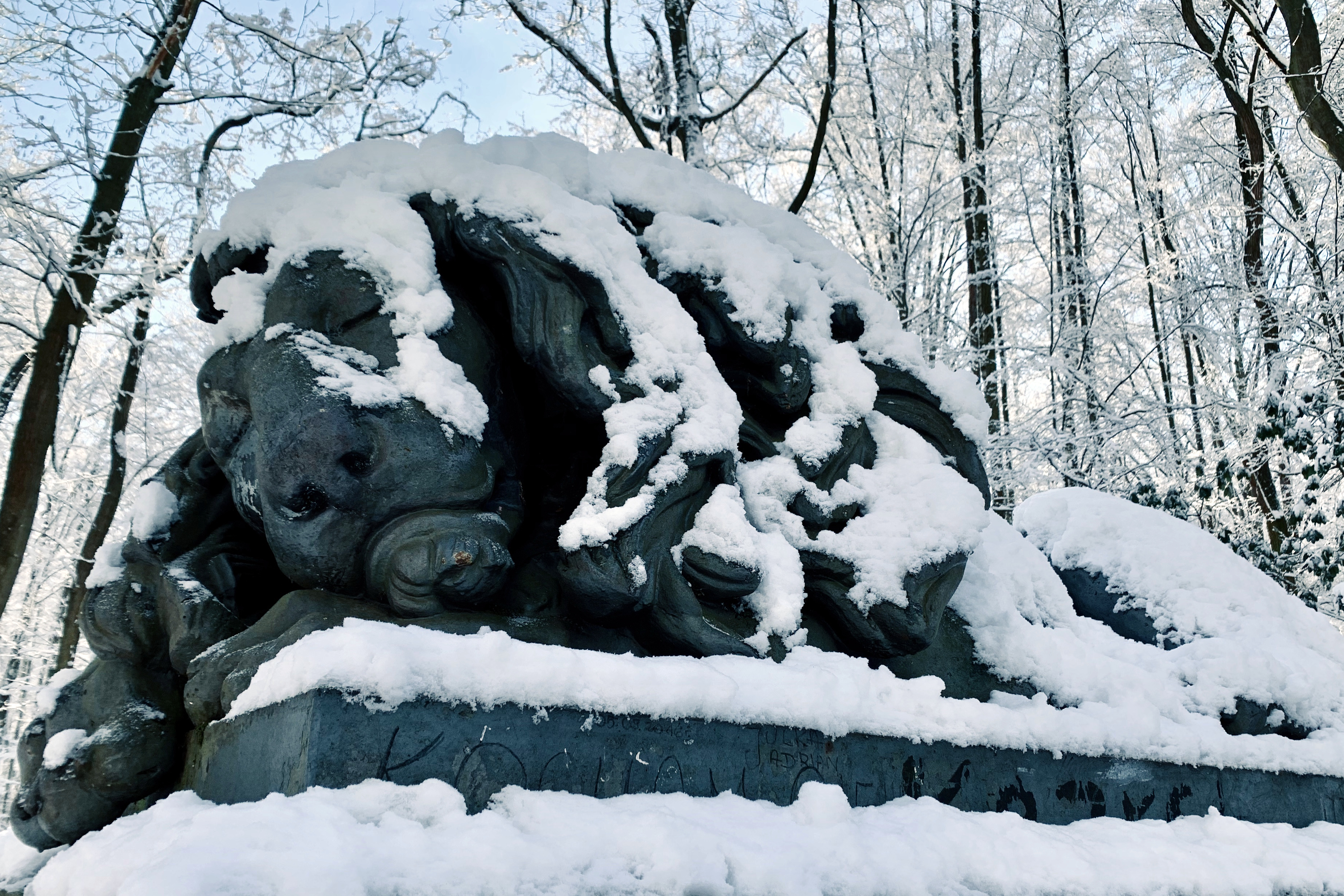
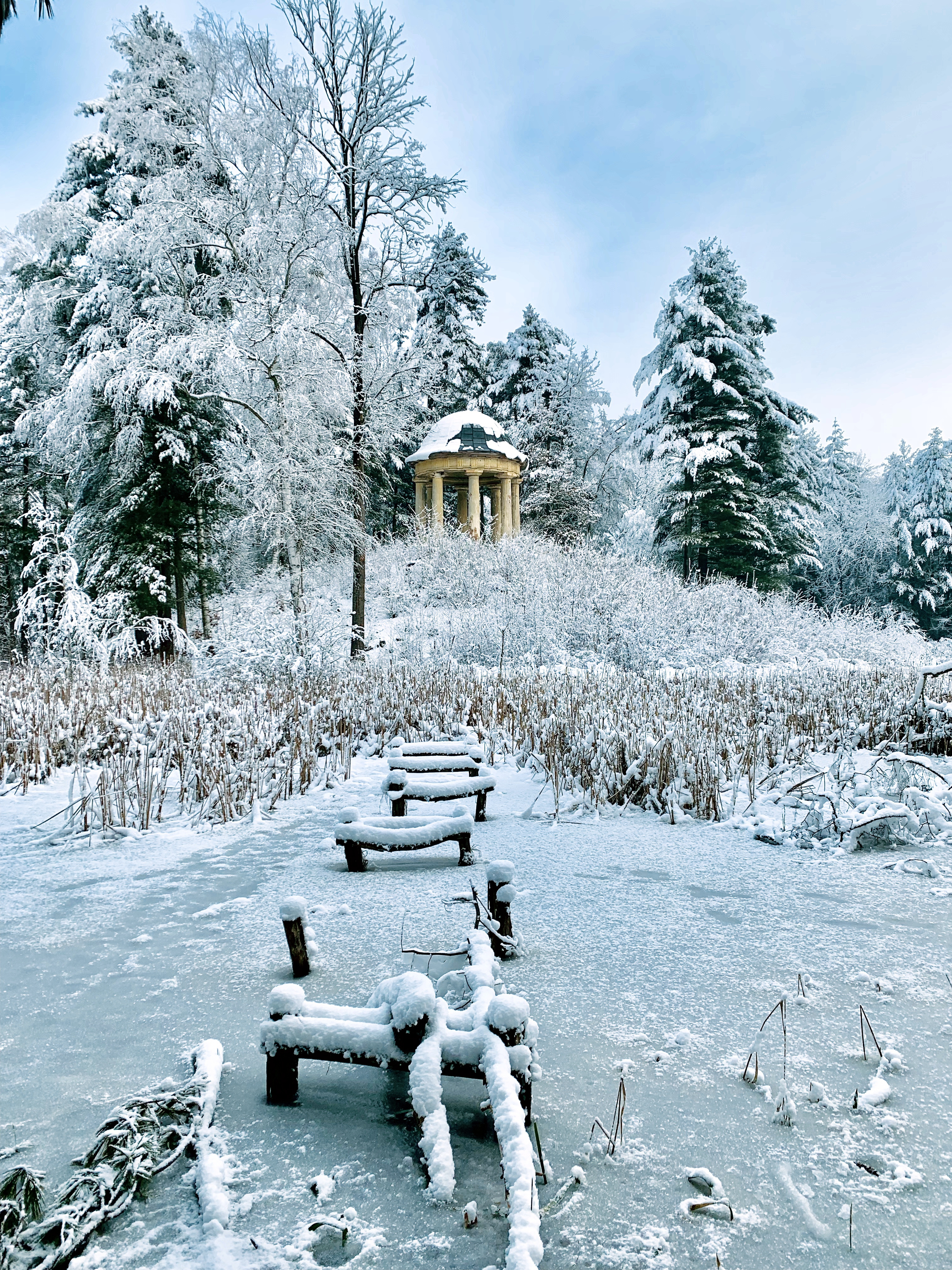
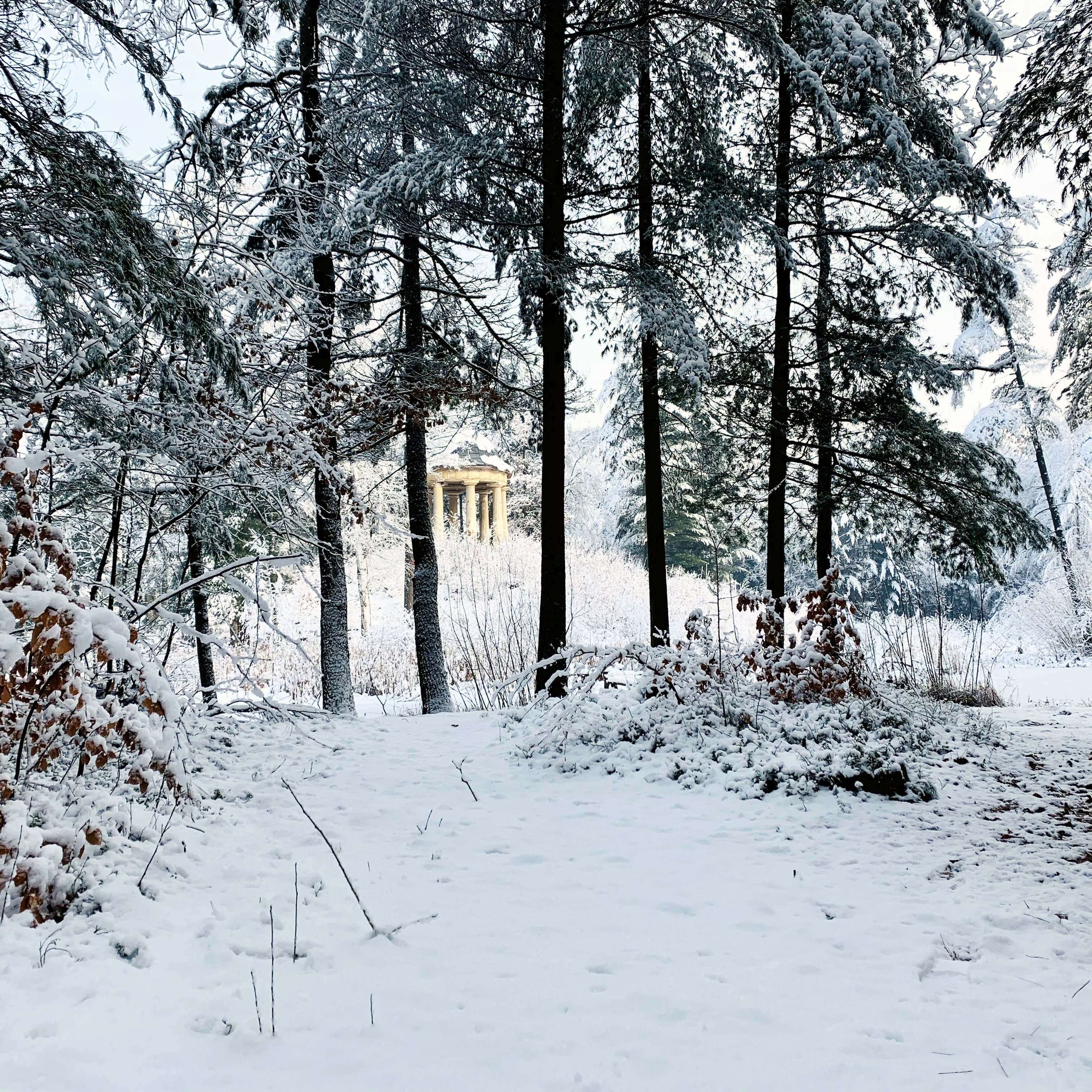
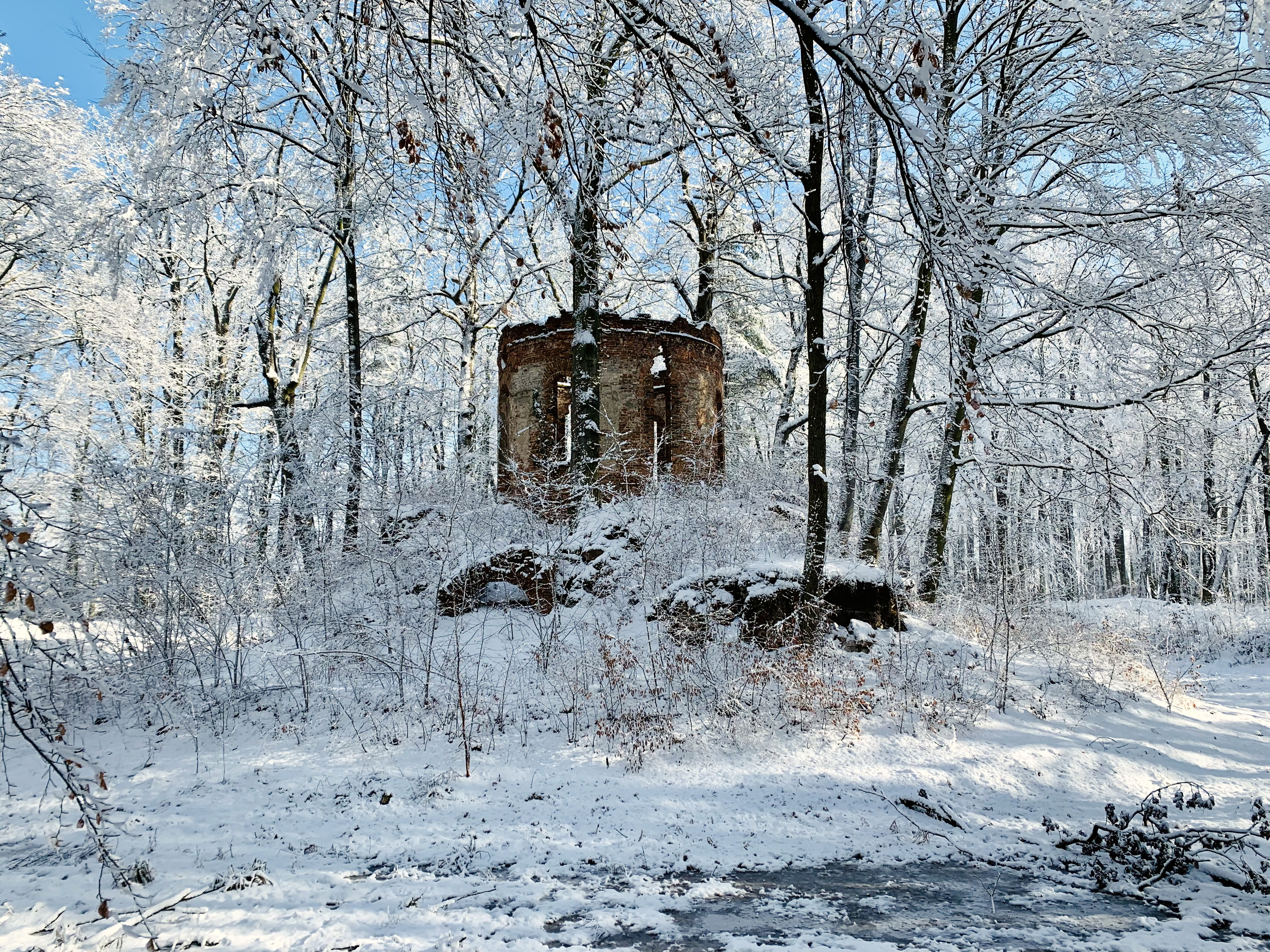
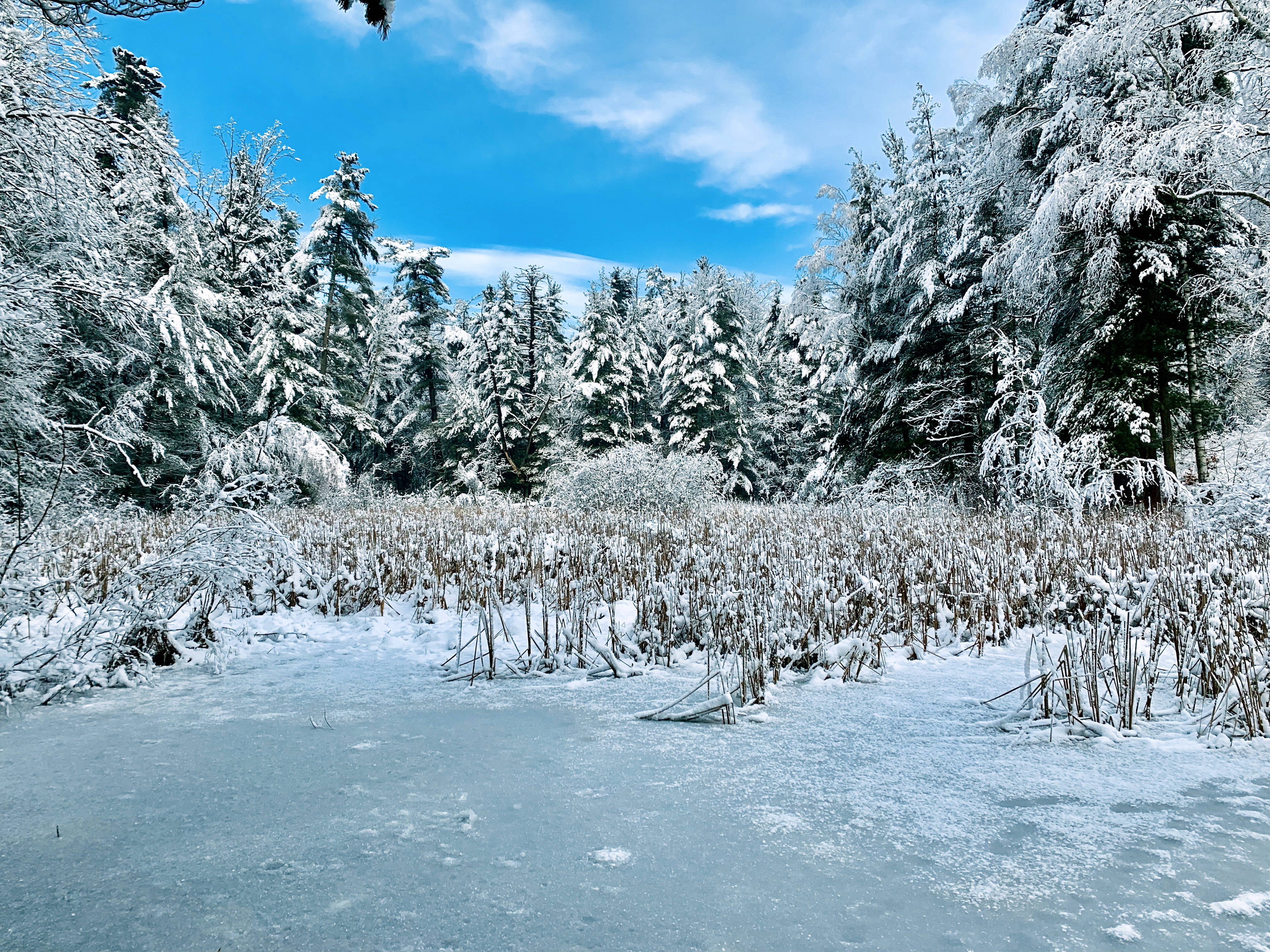
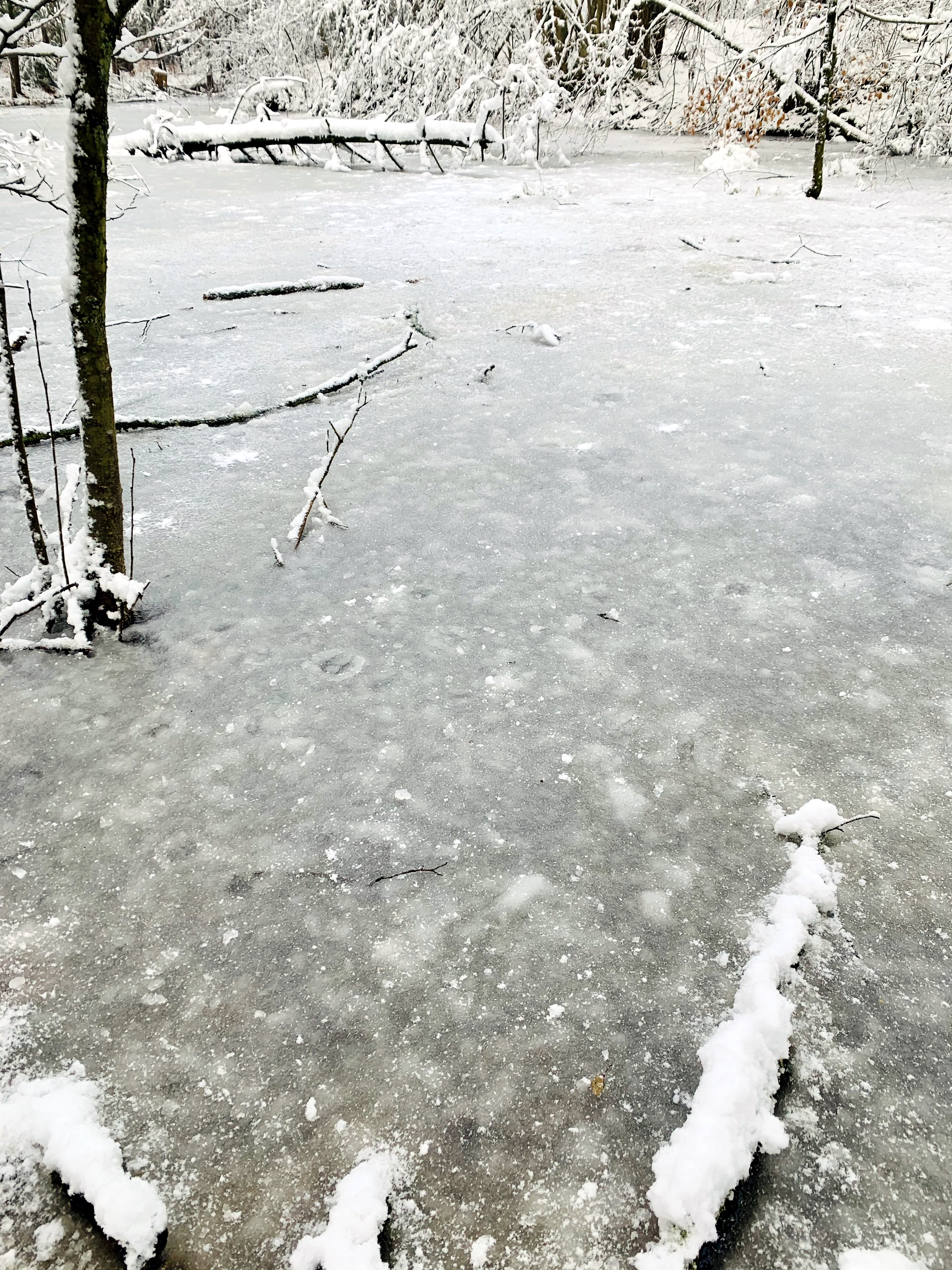
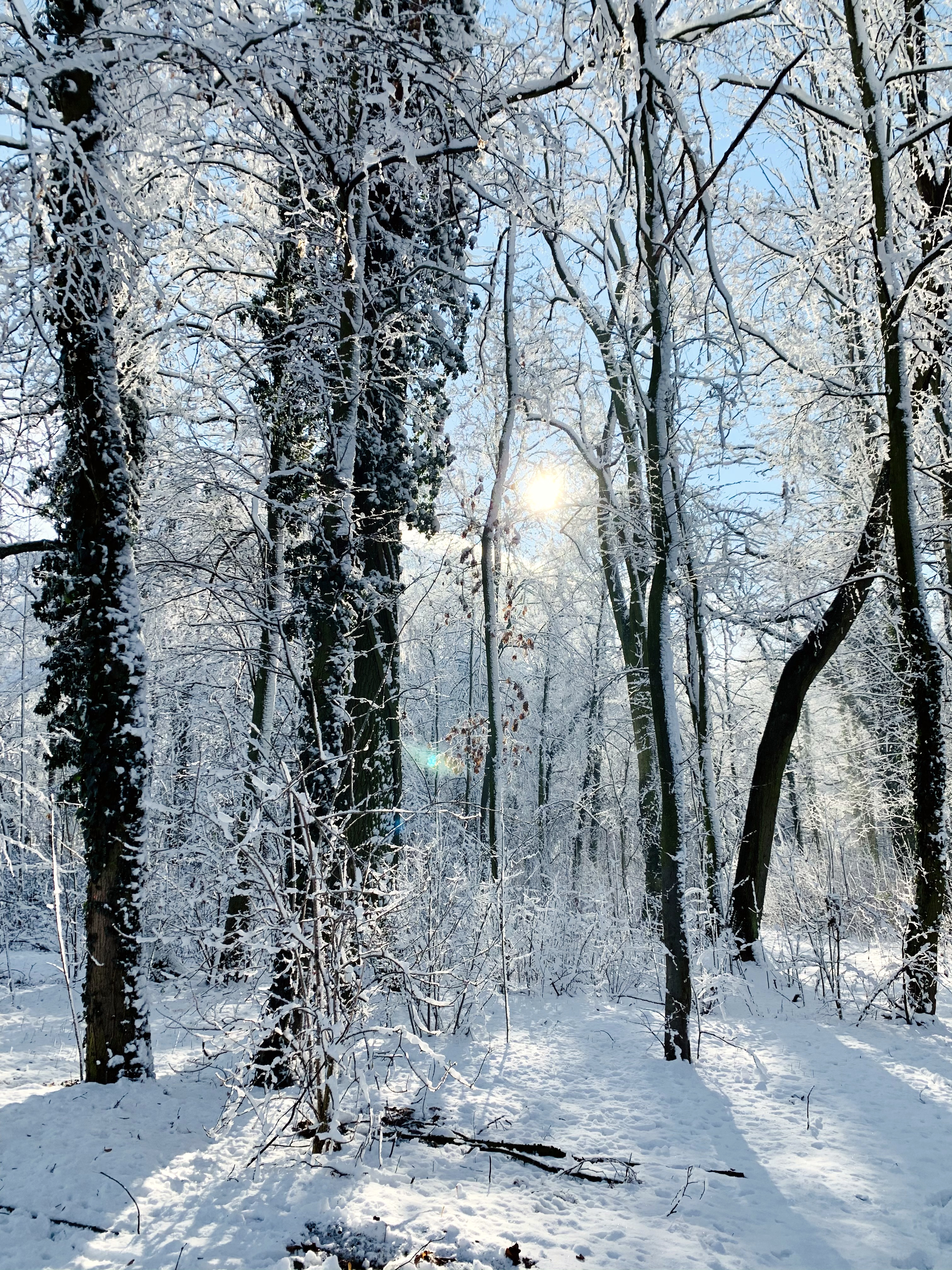
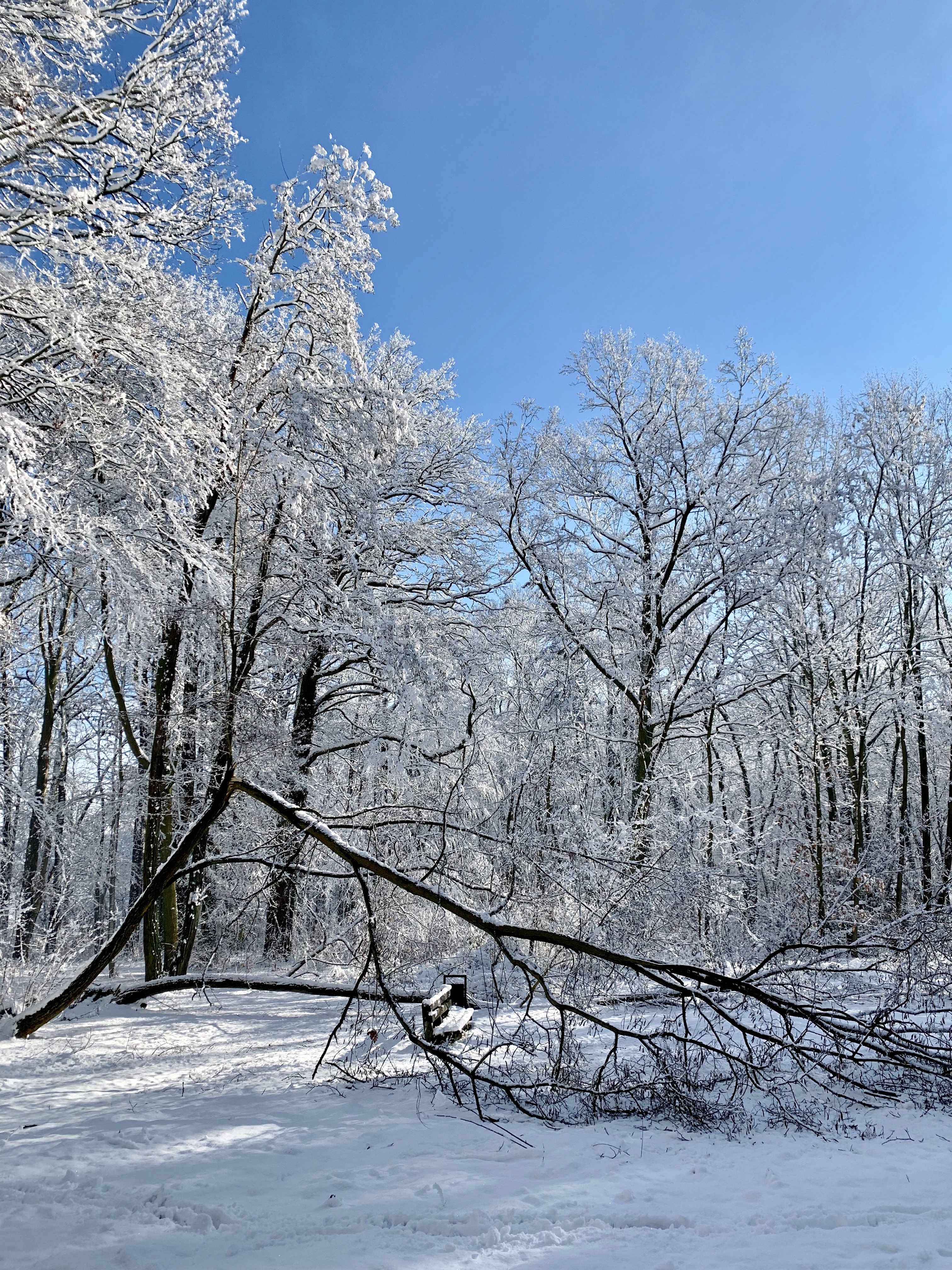
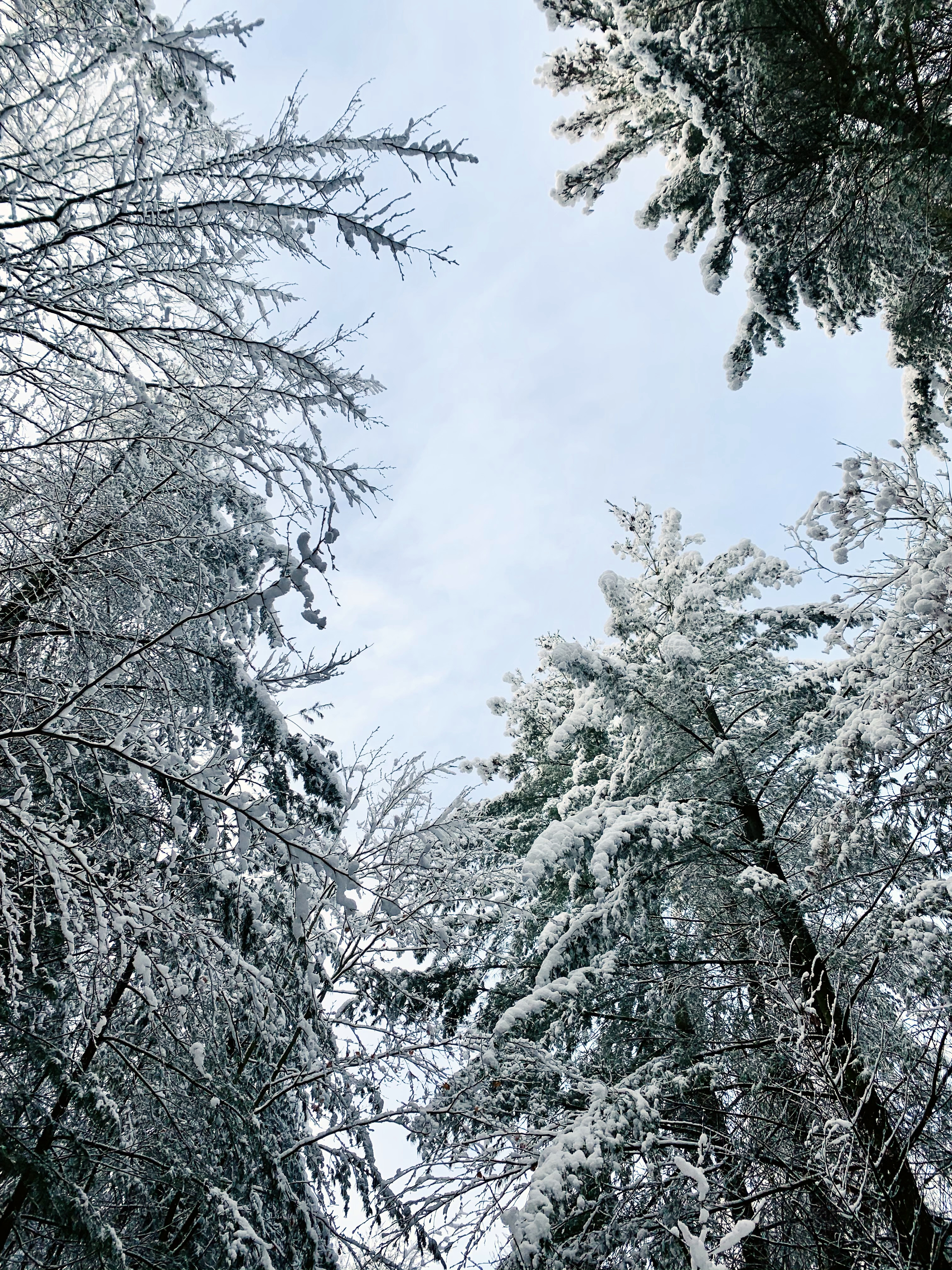
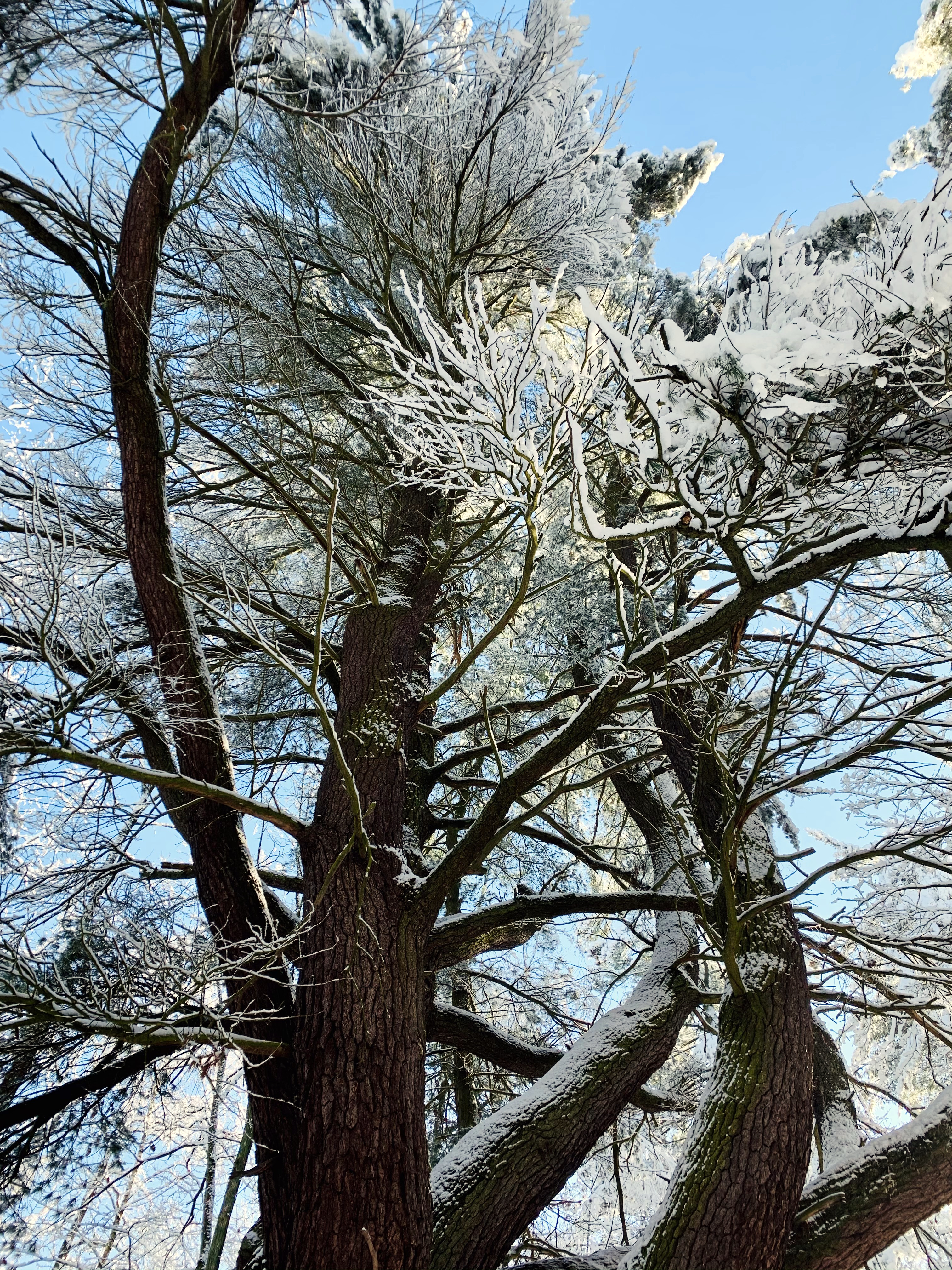
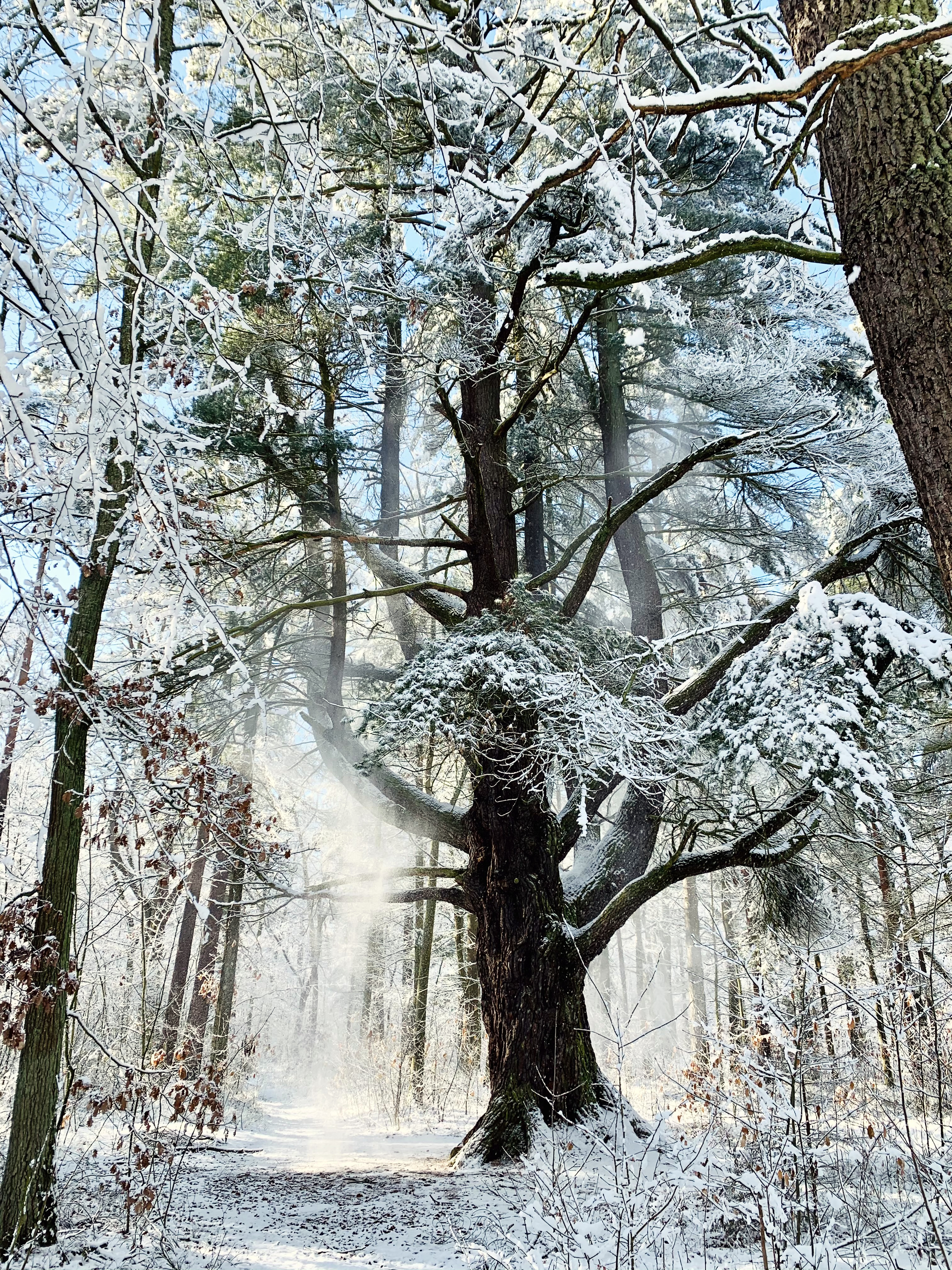
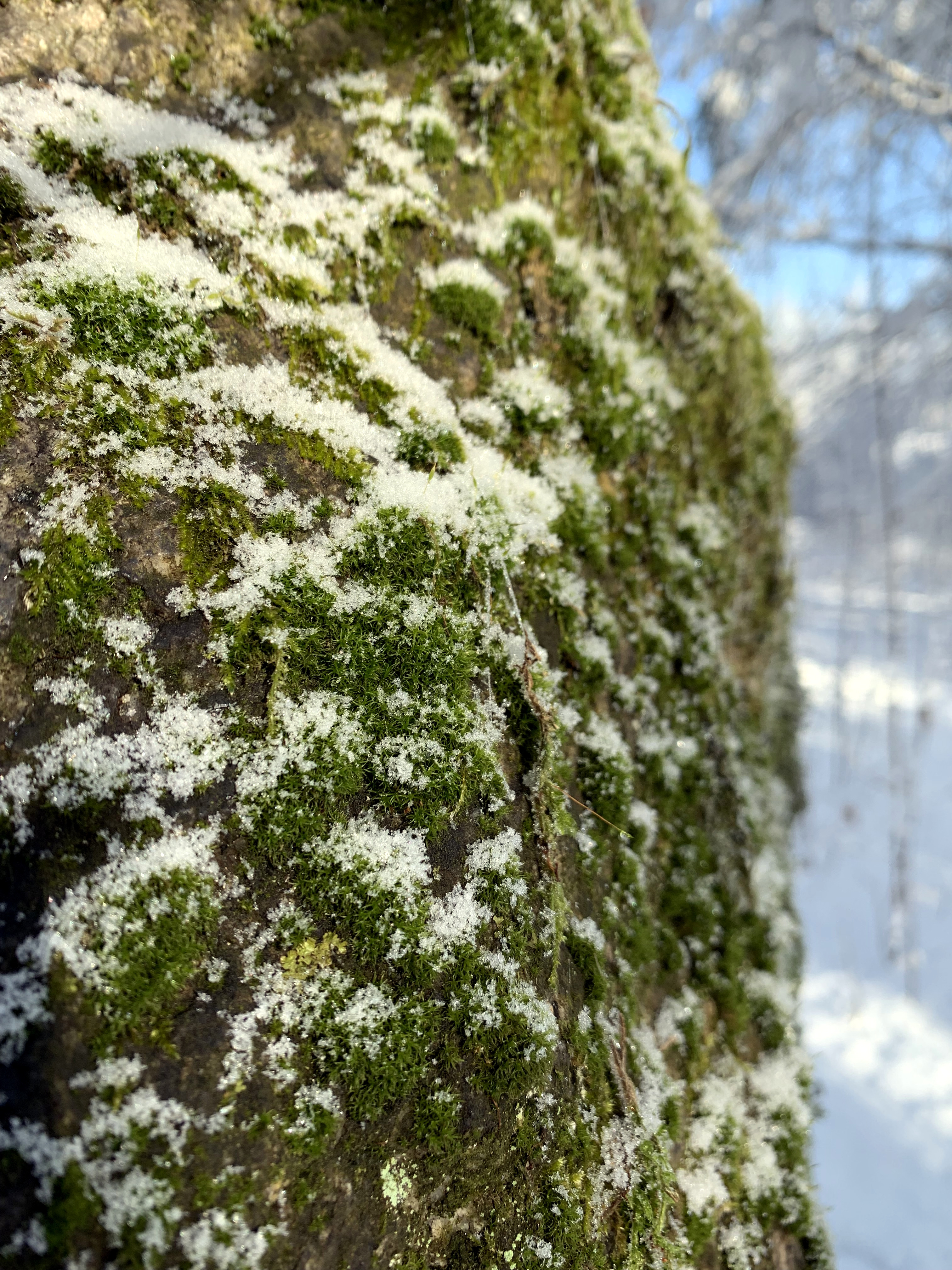

1. ↑  Rejestr zabytków nieruchomych – województwo opolskie [online], Narodowy Instytut Dziedzictwa, 31 stycznia 2025.
2. 1 2 3 4  Parki – Urząd Gminy Pokój [online], gminapokoj.pl [dostęp 2021-02-06].
3. 1 2  Zabytkowy park w Pokoju [online], parki.org.pl [dostęp 2021-02-06].
4. ↑  Brał udział w rozbiorze Polski. Fryderyk II wrócił do Szczecina i zostanie w muzeum [online], tvp.info, 20 października 2015 [dostęp 2021-02-06] (pol.).
5. ↑  Sosna wejmutka [online], Lasy Państwowe [dostęp 2021-02-06] (pol.).
6. ↑  Edyta Hanszke, Park w Pokoju odzyska blask, a Wołczyn będzie miał tężnię. Samorządy podpisały umowy na unijne dofinansowanie [online], Nowa Trybuna Opolska, 28 sierpnia 2018 [dostęp 2021-02-06] (pol.).
7. ↑  m, Park w Pokoju zostanie odnowiony [online], Samorząd Województwa Opolskiego [dostęp 2021-02-06] (pol.).